# A Maze
A Maze (stilisiert als A MAZE., englisches Wortspiel mit Labyrinth und „to amaze“) ist eine internationale Veranstaltungsreihe, die 2008 von Thorsten Wiedemann gegründet wurde. Seit 2012 veranstaltet es das jährliche International Games and Playful Media Festival in Berlin, welches Spiele und spielerische Werke auszeichnet.

## Geschichte
A Maze wurde 2008 vom künstlerischen Leiter Thorsten Wiedemann in Berlin gegründet. Wiedemann gab an, dass es in einer örtlichen Bar begann, um Spiele und digitale Kunst zu zeigen, und 2012 zum ersten Festival expandierte, welches zeitgleich mit der International Games Week Berlin abgehalten wurde. Das Festival ist nicht in erster Linie kommerziell orientiert und strebt an, Spiele und digitale Kultur nicht nur als Produkt, sondern als Ausdrucksmedium zu feiern. In den folgenden Jahren, von 2012 bis 2017, wurde das Festival zeitgleich auch in Johannesburg gehalten. A Maze hatte finanzielle Probleme, nachdem das Kulturministerium des Berliner Senates entschied, das Festival nicht mehr finanziell zu unterstützen. Nach dieser Entscheidung startete der Organisator im November 2019 eine Crowdfunding-Aktion über Kickstarter, um das Festival teilweise zu finanzieren. Während der COVID-19-Pandemie wurde die Veranstaltung vollständig digital gehalten.

## Preisverleihung
Das A Maze Festival verleiht Preisgelder von 1000 € bis 2000 €.
| Datum               | Werk                                                            | Autor                              | Award                     |
| ------------------- | --------------------------------------------------------------- | ---------------------------------- | ------------------------- |
| 21. – 24. Juli 2020 | Promesa                                                         | Julian Palacios                    | Digital Moment Award      |
| 21. – 24. Juli 2020 | Brave Mouse Cartographer                                        | common opera                       | Human Human Machine Award |
| 21. – 24. Juli 2020 | Knife Sisters                                                   | Transcenders Media                 | Long Feature Award        |
| 21. – 24. Juli 2020 | Cook your way                                                   | Enric Granzotto Llagostera         | Explorer Award            |
| 21. – 24. Juli 2020 | Time Bandit                                                     | Joel Jordon                        | Audience Award            |
| 21. – 24. Juli 2020 | Nightmare Temptation Academy                                    | Lena NW & Costcodreamgurl          | Most Amazing Award        |
| 21. – 24. Juli 2020 | N/A                                                             | Studio Oleomingus                  | Humble New Talent Award   |
| 21. – 24. Juli 2021 | Adventures of Harriharri                                        | Harold Hejazi                      | Digital Moment Award      |
| 21. – 24. Juli 2021 | Map to Utopia                                                   | Fringe ensemble / Platform theatre | Human Human Machine Award |
| 21. – 24. Juli 2021 | I am dead                                                       | Hollow Ponds                       | Long Feature Award        |
| 21. – 24. Juli 2021 | Before Your Eyes                                                | Goodbyeworld Games                 | Explorer Award            |
| 21. – 24. Juli 2021 | Time Bandit                                                     | Joel Jordon                        | Audience Award            |
| 21. – 24. Juli 2021 | Stilstand                                                       | Ida Hartmann & Niila Games         | Most Amazing Award        |
| 21. – 24. Juli 2021 | Colestia                                                        | David Cribb                        | Humble New Talent Award   |
| 13. - 17. Mai 2022  | BORE DOME                                                       | Goblin Rage                        | Digital Moment Award      |
| 13. - 17. Mai 2022  | Okthryssia and Saturnia's Bureaucratic Adventures               | Fantasia Malware                   | Human Human Machine Award |
| 13. - 17. Mai 2022  | NORCO                                                           | Raw Fury / Geography of Robots     | Long Feature Award        |
| 13. - 17. Mai 2022  | We Are One                                                      | Flat Head Studio                   | Explorer Award            |
| 13. - 17. Mai 2022  | Titanic II: Orchestra for Dying at Sea                          | Flan Falacci                       | Audience Award            |
| 13. - 17. Mai 2022  | Tux and Fanny                                                   | Albert Birney and Gabriel Koenig   | Most Amazing Award        |
| 13. - 17. Mai 2022  | A Rejection Story!                                              | Faezeh Khomeyrani                  | Wings Award               |
| 10. – 13. Mai 2023  | Extreme Evolution: Drive to Divinity                            | Sam Atlas                          | Digital Moment Award      |
| 10. – 13. Mai 2023  | The MetaMovie Presents: Alien Rescue                            | The MetaMovie                      | Human Human Machine Award |
| 10. – 13. Mai 2023  | Season: A Letter to the Future                                  | Scavengers Studio                  | Long Feature Award        |
| 10. – 13. Mai 2023  | Lost on Mars                                                    | Trey Ramm                          | Explorer Award            |
| 10. – 13. Mai 2023  | Viewfinder                                                      | Sad Owl Studios                    | Audience Award            |
| 10. – 13. Mai 2023  | Player Non Player                                               | Jonathan Coryn                     | Most Amazing Award        |
| 10. – 13. Mai 2023  | Psychotic Bathtub – The Story of an Escalating Mind. And Ducks. | natsha                             | Wings Award               |